# Писмо непознате жене
Писмо непознате жене (енгл. Letter from an Unknown Woman) је амерички љубавно-драмски филм из 1948. године, режисера Макса Офилса, заснован на истоименој новели коју је написао Штефан Цвајг. Радња је смештена у Беч на почетку 20. века, а протагонисткиња Лиза (Џоун Фонтејн) је жена која се као адолесценткиња заљубљује у свог суседа, богатог и успешног пијанисту (Луис Џордан), чија ће неузвраћена љубав проузроковати трагичне последице.
Писмо непознате жене се сматра једном од најпознатијих и најуспешнијих мелодрама класичног Холивyда. Године 1992, филм је изабран за очување у америчком Националном филмском регистру од стране Конгресне библиотеке као „културно, историјски и естетски значајан”.

## Радња
У Бечу почетком двадесетог века, човек по имену Стефан Бранд се враћа кући; он треба да се сутра ујутру бори у двобоју, али планира да побегне из града и избегне сукоб. Његов неми батлер му уручује писмо, адресирано на њега од жене која тврди да можда више неће бити жива у тренутку када га он буде прочитао. Стефан почиње да чита писмо.
Много година раније, Лиза, тинејџерка која живи у једној стамбеној згради, заљубљује се у Стефана, новог комшију и тада концертног пијанисту. Она остаје будна до касно како би га слушала како вежба, ушуња се у његов стан док је он одсутан, посматра га издалека, и труди се да се лепше облачи и понаша отмено, у нади да ће постати достојна његове пажње. Упркос свему, сусрећу се само једном, а Стефан је једва и примећује.
Једног дана, мајка открива Лизи да ће се удати за богатог и угледног човека који живи у Линцу, и каже јој да ће се њих две преселити тамо. Лиза се противи мајчиној одлуци, бежи са железничке станице и враћа се у стан, где је портир пушта унутра. Куца на Стефанова врата, али нико не одговара. Она одлучује да га сачека напољу. У раним јутарњим сатима, Стефан се враћа кући са другом женом. Видевши их, утучена Лиза се враћа у Линц, придружујући се мајци и новом очуху.
Недуго затим, Лизи почиње да се удвара млади официр из добростојеће породице. На крају је прости, али га она одбија, лажући да је већ верена за другог човека који живи у Бечу.
Након повратка у Беч, Лиза ради као модел за хаљине, и свако вече чека испред Стефановог прозора. Једне вечери он је примети и, иако је не препознаје, осећа необичну привлачност. Њих двоје заједно одлазе на дуг, романтичан састанак који се заврши вођењем љубави. Убрзо након тога, Стефан одлази на концерт у Милано, обећавајући да ће се вратити за две недеље, али се никада не врати. Лиза на крају рађа њихово дете, али никада не покушава да ступи у контакт са Стефаном, желећи да буде „једина жена коју је упознао, а која од њега није тражила ништа”.
Десет година касније, Лиза је сада у браку са старијим генералом по имену Јохан, који зна за њену некадашњу љубав према Стефану, по коме је назвала сина. Једне вечери у опери, Лиза угледа Стефана, који више није врхунски музичар и ретко наступа. Узнемирена, она напушта представу. Он је примети, прати је и сусреће док је чекала кочију. Стефан каже да не може да се сети ко је она, али да има осећај да су се већ срели. Лиза се и даље осећа непријатно, не желећи да наљути мужа, и кад стигне кочија, дочекује је видно раздражени Јохан.
Неколико вечери касније, супротно Јохановим изричитим жељама, Лиза одлази у Стефанов стан и он је одушевљен што је види. Иако воде наизглед дубок разговор о Стефановом животу и разлозима због којих је напустио музику, он и даље не схвата ко је она заправо. Ужаснута и свесна да је Стефан никада није волео, упркос њеној бескрајној љубави, Лиза одлази. На изласку среће слугу и њих двоје се погледају дуго и значајно.
Нешто касније, након што јој син умре од тифуса, Лиза бива смештена у болницу и тешко је болесна. Пише писмо Стефану у коме објашњава свој живот, сина и своја осећања према њему; то је писмо које приповеда целу причу.
По завршетку читања, шокирани Стефан се најзад присећа три сусрета са Лизом и како ниједном није успео да је препозна. „Да ли си је препознао?”, пита батлера, који климне главом и запише њено пуно име – Лиза Берндл. Још увек у шоку, Стефан излази из зграде и види дух младe Лизе како му отвара врата – сећање на њихов први сусрет. Он улази у кочију која ће га одвести на двобој, где ће му противник бити Јохан.

## Улоге
| Глумац          | Улога                 |
| --------------- | --------------------- |
| Џоун Фонтејн    | Лиза Берндл           |
| Луис Џордан     | Стефан Бранд          |
| Меди Кристијанс | Фрау Берндл           |
| Марсел Журне    | Јохан Штауфер         |
| Арт Смит        | Џон                   |
| Хауард Фримен   | Хер Кастнер           |
| Керол Јорк      | Мари                  |
| Џон Гуд         | Леополд фон Калтнегер |
| Лео Б. Песин    | Стефан Млађи          |
| Ерскин Сенфорд  | Портир                |